# IBK기업은행배 여자바둑마스터스
IBK기업은행배 마스터스는 중소기업은행이 후원하고 한국기원이 주최ㆍ주관한다. IBK기업은행배 여자바둑마스터스는 한국기원에 소속된 여자 프로기사라면 누구나 참가할 수 있다. 또한 자체 선발전을 거친 소수의 아마추어에게도 문호를 개방한다.

## 대회 방식
- 아마추어 선발전과 프로 예선전의 단계를 거쳐 본선 경쟁에 들어갈 예정이다(결승은 3번기). 본선 대국의 제한시간은 각자 40분에 착수시 20초가 추가되는 피셔방식으로 진행한다. 16강전 부터는 바둑TV 스튜디오에서 생방송 대국으로 진행된다.

## 대국 규정
- 본선 대국의 제한시간은 각자 40분 착수시 20초가 추가되는 피셔방식 (4기부터 적용)

## 대회 상금
- 우승 3000만원, 준우승 1200만원.
- 16강 토너먼트로 진행되는 본선에 7400만원에 상금이 책정되어 있다.

## 역대 우승자
| 회수 | 연도 | 우승        | 전적 | 준우승      |
| ---- | ---- | ----------- | ---- | ----------- |
| 1    | 2021 | 최정 九단   | 2-0  | 오정아 五단 |
| 2    | 2022 | 정유진 二단 | 2-0  | 박태희 三단 |
| 3    | 2023 | 최정 九단   | 2-0  | 김은지 六단 |
| 4    | 2024 | 김채영 八단 | 2-1  | 오유진 九단 |